# Куквело (Алесандрија)
Куквело је насеље у Италији у округу Алесандрија, региону Пијемонт.
Према процени из 2011. у насељу је живело 90 становника. Насеље се налази на надморској висини од 243 м.